# Muzeum Narodowe Iraku
Muzeum Narodowe Iraku także Muzeum Irackie (arab. المتحف العراقي) – muzeum narodowe w Bagdadzie w Iraku, specjalizujące się w archeologii Mezopotamii.

## Historia
Po zakończeniu I wojny światowej, intensywne prace archeologiczne prowadzone na terenie Iraku przez archeologów z Europy i Stanów Zjednoczonych zaowocowały licznymi, cennymi artefaktami. Aby zapobiec ich wywiezieniu z Iraku, brytyjska podróżniczka, agentka wywiadu i archeolog Gertrude Bell (1868–1926), zaczęła kolekcjonować obiekty od 1922 roku. W 1926 roku rząd Iraku przeniósł jej kolekcję do nowego gmachu, a król Fajsal I powołał do życia muzeum archeologiczne, którego prowadzenie powierzono Bell. Wprowadzono nowe prawo nakazujące pozostawienie w kraju wszelkich obiektów znalezionych podczas wykopalisk na terenie Iraku prowadzonych przez zagranicznych czy rodzimych archeologów. O podziale znalezisk i ich wywozie zagranicę decydować miały władze Iraku i, z racji pełnionego stanowiska szefowej Departamentu ds. Starożytności, Bell, która stosowała zasadę 50:50. Zakaz wywozu obiektów archeologicznych Irak wprowadził dopiero w latach 70. XX w.
W latach 20. XX w. muzeum podlegało Ministerstwu ds. Robót Publicznych a w latach 30. XX w. ministerstwu Edukacji.
W latach 1964–1966, przy wsparciu rządu Niemiec, wzniesiono kompleks muzealny na wschodnim brzegu Tygrysu obejmujący gmach Starego Muzeum, gmach administracji, bibliotekę i magazyn, a kolekcje zostały przeniesione do nowego budynku. Zmieniono wówczas nazwę placówki na Narodowe Muzeum Iraku. W 1983 roku przy wsparciu rządu Włoch wzniesiono gmach Nowego Muzeum.
W okresie I wojny w Zatoce Perskiej muzeum pozostawało zamknięte – zostało otwarte 28 kwietnia 2000 roku na urodziny prezydenta Iraku Saddama Husajna.
Podczas II wojny w Zatoce Perskiej muzeum zostało splądrowane w dniach 7–12 kwietnia 2003 roku – liczba zrabowanych przedmiotów pozostaje sporna, jednak według szacunków muzeum skradziono ok. 15 tys. eksponatów, z których odzyskano ponad 3 tys. Zginęła wówczas m.in. kolekcja pieczęci cylindrycznych. Odzyskano natomiast m.in. wazę z miasta Uruk (ang. Warka vase), datowaną na 3200 p.n.e. i miedziany posąg z Bassetki.
Muzeum pozostawało zamknięte przez 6 lat – z wyjątkiem kilku specjalnych okazji, m.in. wizyty Paula Bremera w lipcu 2003 roku. W 2006 roku wzniesiono gmach Nowych Kolekcji sfinansowany przez rząd Iraku. W lutym 2009 roku część kolekcji została udostępniona dla zwiedzających, a całe muzeum zostało ponownie otwarte w lutym 2015 roku. Uroczyste otwarcie muzeum zostało przyspieszone w odpowiedzi na zniszczenie starożytnych posągów w Mosulu przez Państwo Islamskie.

## Zbiory
Muzeum jest poświęcone historii Iraku i regionu na przestrzeni 7 tys. lat. Jego zbiory obejmują obiekty pochodzenia sumeryjskiego, akadyjskiego, asyryjskiego, babilońskiego oraz kultury islamu. Wśród zbiorów znajdują się m.in. kolekcja biżuterii ze złota i figurek z kamieni szlachetnych z IX w. p.n.e. ze stanowiska archeologicznego Nimrud czy kolekcja tabliczek zapisanych pismem klinowym z Uruk datowanych na 3500–3000 p.n.e.
W 2017 roku muzeum udostępni 40 artefaktów na wystawę podczas Biennale w Wenecji – będzie to pierwszy raz od 1988 roku, kiedy to starożytne obiekty archeologiczne z muzeum zostaną wystawione za zgodą władz poza granicami Iraku.